# Poštena uporaba
Načêlo vestnosti in poštênja (angleško fair use; tudi poštena uporaba) tehta interese lastnika avtorskih pravic v primerjavi z javnim interesom. Načelo uporabljamo pri razširjanju izdelkov, ki bi sicer lahko štelo za kršitve avtorskih pravic. 
Izraz izhaja iz ameriške zakonodaje, kjer 107. poglavje Zveznega zakona o avtorskih pravicah (U.S. Copyright Law) navaja, da je to:
»[...] raba avtorsko zaščitenega dela, [...] z reprodukcijo, kopiranjem ali fonogrami oziroma na druge načine, za namene poučevanja (v več izvodih za razredni pouk), študija ali raziskave, razen če neposredno krši in zlorablja avtorske pravice. Načelo vestnosti in poštenja pri uporabi avtorskega dela določajo dejavniki: 1) namen in smisel uporabe, bodisi za komercialne ali neprofitne, izobraževalne namene; 2) narava avtorsko zaščitenega dela; 3) količina oz. delež in upravičenost uporabe v oziru do dela kot celote; ter 4) učinek in posledice uporabe na morebitno tržišče oz. vrednost avtorsko zaščitenega dela.«
Primeri uporabe načela vestnosti in poštenja:
- enkratne zgodovinske slike, ki jih ni mogoče reproducirati drugače,
- deli izvorne kode, dovolj dolgi za ponazoritev,
- glasbeni odlomki, dovolj dolgi za ponazoritev,
- ovitki knjig in glasbenih albumov,
- naslovnice revij,
- logotipi podjetij,
- navedki,
- zaslonske slike.

## Prosta uporaba avtorskega dela v slovenskem pravu
V slovenskem pravu, po zakonu o avtorskih in sorodnih pravicah (ZASP), je soroden pojem prosta uporaba avtorskega dela. Tako kot v prej navedenem primeru gre za tehtanje med avtorsko pravico in pravico do obveščenosti.
Splošno pravilo (46. člen ZASP) je, da so omejitve avtorske pravice dopustne v izrecno določenih primerih, in omejene glede na namen, ki ga je treba doseči; da je uporaba v skladu z dobrimi običaji, da ne nasprotuje običajni uporabi dela in da ni v nerazumni meri v nasprotju z zakonitimi interesi avtorja.
Omejitvi avtorskih pravic sta dveh vrst: zakonite licence, ki pomenijo uporabo dela brez prenosa materialne pravice, z nekako prisilno licenco, a za primerno plačilo; in prosta uporaba za nekaj izrecno določenih namenov, pri kateri materialno nadometilo ni potrebno. Moralne avtorske pravice v obeh primerih ostanejo avtorju in jih je treba varovati. Zakonita licenca se nanaša na uporabo v pouku in nekaterih objavah v periodičnem tisku; prosta uporaba pa je v omejenem obsegu možna z namenom obveščanja javnosti, pouk, citiranje in podobno. 
Na osnovi pravice do obveščenosti je možno prosto, brez materialnih obveznosti do avtorjev, po 48.(1) členu: 
1. reproducirati dela, ki se vidijo ali slišijo ob poteku javnega dogodka;
2. pripraviti in reproducirati povzetke izdanih časopisnih in podobnih člankov v pregledih tiska;
3. reproducirati javne politične govore in javne govore na obravnavah pred državnimi, cerkvenimi in podobnimi organi;
4. uporabiti dnevne novice in vesti, ki imajo naravo tiskovnega poročila.

Če je vir in avtor naveden v uporabljenem delu, ga je treba navesti.